# 尤利乌斯·海因里希·弗朗茨

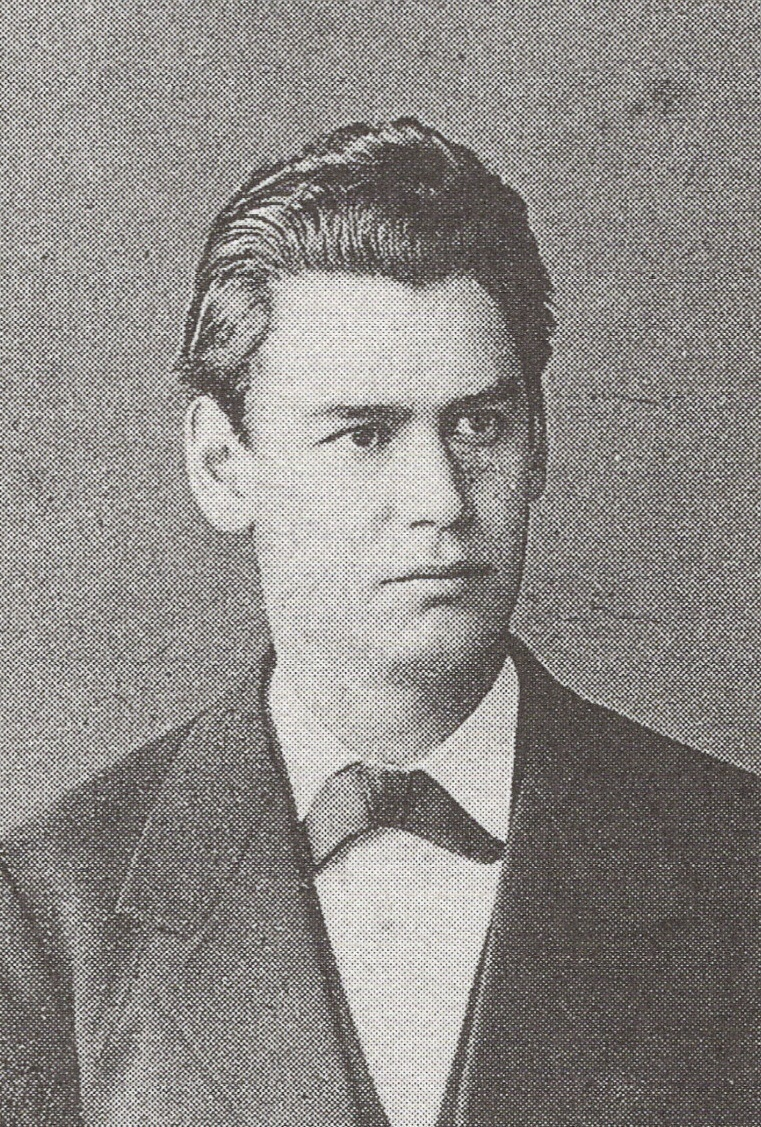
尤利乌斯·海因里希·弗朗茨

尤利乌斯·海因里希·弗朗茨（德語：Julius Heinrich Franz，1847年6月28日—1913年1月28日），德国天文学家。
弗朗茨出生于普鲁士波美拉尼亚省米亚斯特科，曾先后就读于格赖夫斯瓦尔德大学、哈雷-维滕贝格大学和柏林洪堡大学，后成为柯尼斯堡大学中皇家天文台首席天文学家。1882年作为科考队员之一被派至南卡罗来纳州艾肯镇观察金星凌日。十九世纪末接替约翰·戈特弗里德·加勒就任弗罗茨瓦夫大学天文台台长。
他以测量月球边沿附近的特征而闻名，1906年他出版了一本名为《月球》的畅销书，在该书中弗朗茨对一些位于东方海周边的月海进行了命名如：秋海和春海，后来这二处月海被改名为秋湖和春湖。

## 纪念
- 月球上的弗朗茨陨石坑就是以他的名字命名的。

## 备注
1. ↑  obituary